# Angelina (theesalon)
Angelina, opgericht in 1903 door Antoine Rumpelmayer, is een Franse theesalon / lunchroom. Het is vooral beroemd om zijn bereiding van Franse specialiteiten zoals warme chocolademelk ("Africain") en de Mont-Blanc. De theesalon behoort tot Bertrand Restauration, een dochteronderneming van Groupe Bertrand. De historische boetiek bevindt zich op 226, Rue de Rivoli, in het 1e arrondissement van Parijs.

## Geschiedenis

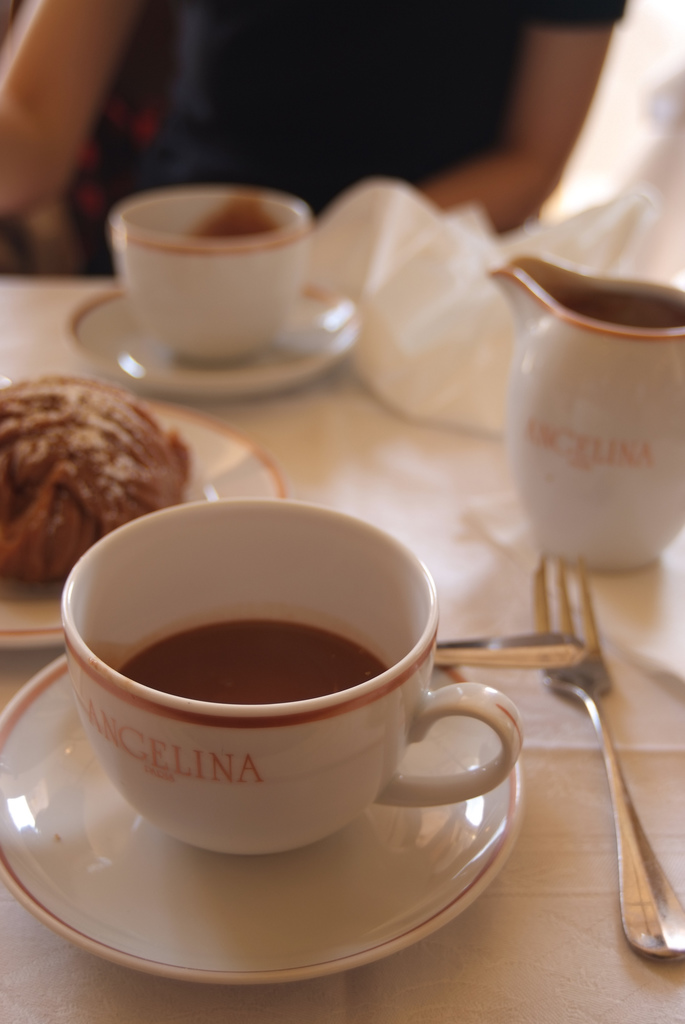
Warme chocolademelk.

De theesalon werd in 1903 opgericht door de Oostenrijkse banketbakker Antoine Rumpelmayer, die al actief was in AIx-les-Bains en aan de Côte d'Azur. De theesalon noemde hij Angelina ter ere van zijn schoondochter met dezelfde naam. Het interieur in belle-époquestijl is het werk van de Franse architect Édouard-Jean Niermans. Het theesalon wordt een instituut in de hoofdstad die door veel beroemdheden, waaronder Coco Chanel en Marcel Proust, werd bezocht.
In 1982 werden een aantal scenes met  Sophie Marceau en Denise Grey voor de film La Boum 2 opgenomen bij Angelina.
In januari 2005 werd Angelina overgenomen door de Groupe Bertrand. 
De theesalon wordt veel door toeristen bezocht vanwege zijn  warme chocolademelk "l'Africain" en zijn "Mont-blanc". De historische Angelina theesalon bevindt zich in de Tuileries. Daarnaast is er een corner bij de Galeries Lafayette Haussmann en een winkel in de galerie van het Palais des Congrès de Paris.
In 2009 opende Angelina vestigingen in het Petit Trianon  van het Paleis van Versailles en twee jaar later werd een theesalon geopend in het hart van het Pavillon d'Orléans, Aile du midi. Er is ook een theesalon in  het  Musée du Luxembourg en een Angelina-winkel in de Rue du Bac.In een voormalige leerlooierij in Le Jardin d'acclimatation in het Bois de Boulogne is ook een theesalon. 
Sinds 2016 is Angelina tijdens het hoogseizoen van april tot oktober met een tijdelijke theesalon aanwezig in het Hôtel national des Invalides .
In 2020 werd de eerste Amerikaanse vestiging geopend in New York.